# Fenice (costellazione)
La Fenice (in latino Phoenix) è una costellazione meridionale minore, introdotta dai navigatori danesi Pieter Dirkszoon Keyser e Frederick de Houtman, e ripresa da Johann Bayer nella sua opera Uranometria del 1603.

## Osservazione

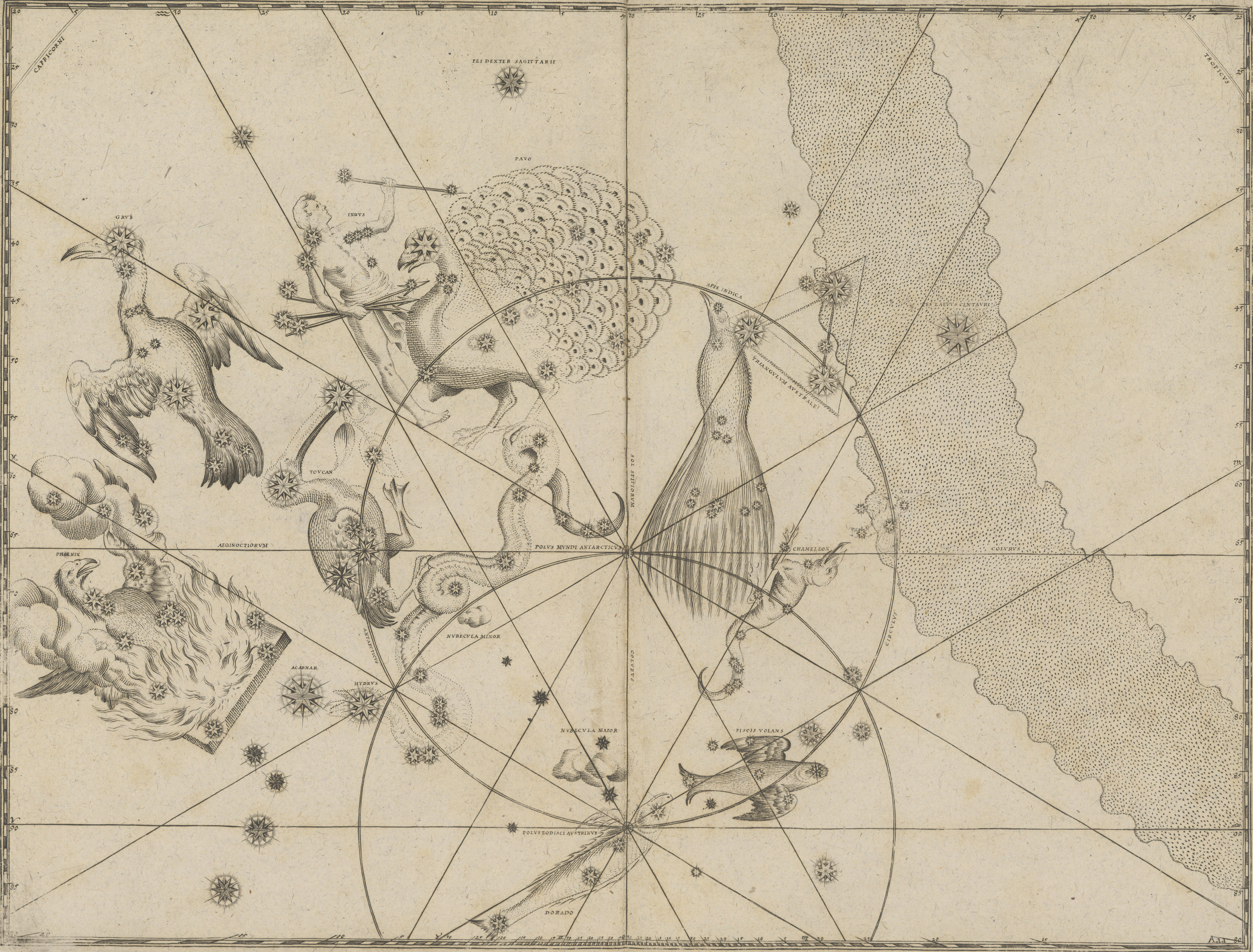
L'Uranometria di Bayer; la Fenice è rappresentata a sinistra.

La Fenice è una costellazione di medie dimensioni caratteristica dei cieli del sud; la sua stella più brillante, Ankaa, è di magnitudine 2,3 ed è dunque facilmente individuabile anche sotto cieli non completamente bui. Ankaa costituisce il vertice meridionale di un triangolo i cui restati due vertici sono Fomalhaut (nel Pesce Australe) e Deneb Kaitos (nella Balena). Il resto della costellazione si estende in particolare a sud e ad est di questa stella.
La Fenice si estende da -40° a -57° di declinazione, e da 23,5h a 2h di Ascensione Retta. Questo significa che è completamente invisibile per chi vive sopra il 50º parallelo dell'emisfero nord, e rimane comunque bassa nel cielo dell'autunno per chi vive a nord dei tropici. È invece facilmente visibile da luoghi come l'Australia e il Sudafrica, in cui è una figura caratteristica dei cieli primaverili e dell'inizio dell'estate australe.
La Fenice è associata con lo sciame meteorico minore delle Fenicidi di dicembre, che incontra la Terra il 5 dicembre.

### Stelle principali
- α Phoenicis (Ankaa) è una gigante arancione di magnitudine 2,4 distante 77 anni luce.
- β Phoenicis è una gigante gialla di magnitudine 3,32 distante 198 anni luce.
- γ Phoenicis è una gigante arancione di magnitudine 3,41 distante 234 anni luce.

### Stelle doppie
la Fenice contiene alcune stelle doppie osservabili con un telescopio amatoriale.
- β Phoenicis è un sistema multiplo costituito da una coppia stretta di astri di quarta e settima grandezza, separati da soli 6,6", più una stella di undicesima a quasi un primo d'arco; per la sua osservazione occorre un telescopio di medie dimensioni.
- θ Phoenicis è formata da due stelle di sesta e settima grandezza, con una separazione molto ridotta, al punto che occorrono dei forti ingrandimenti per poterla risolvere.

| Principali stelle doppie |                                          |                                          |             |             |                                 |         |
| Nome                     | Coordinate equatoriali all'epoca J2000.0 | Coordinate equatoriali all'epoca J2000.0 | Magnitudine | Magnitudine | Separazione (in secondi d'arco) | Colore  |
| Nome                     | AR                                       | Dec                                      | A           | B           | Separazione (in secondi d'arco) | Colore  |
| θ Phoenicis              | 23h 39m 28s                              | -46° 38′ 16″                             | 6,55        | 7,25        | 2,4                             | g + g   |
| ξ Phoenicis              | 00h 41m 47s                              | -56° 30′ 05″                             | 5,72        | 10,1        | 13,2                            | b + b   |
| β Phoenicis AB           | 01h 06m 05s                              | -46° 43′ 07″                             | 4,0         | 4,2         | 1,0                             | g + g   |
| β Phoenicis AB-C         | 01h 06m 05s                              | -46° 43′ 07″                             | 3,31        | 11,5        | 57,0                            | g + g   |
| ζ Phoenicis AB-C         | 01h 08m 23s                              | -55° 14′ 45″                             | 3,92        | 7,0         | 6,6                             | azz + g |

### Stelle variabili
Alcune delle stelle variabili della costellazione sono osservabili anche con piccoli strumenti, o in certi casi pure ad occhio nudo.
Fra le variabili a eclisse, la più brillante è la ζ Phoenicis, che è pure una delle variabili più brillanti della costellazione; le sue oscillazioni fra la terza e la quarta magnitudine sono apprezzabili nell'arco di meno di due giorni anche senza l'ausilio di strumenti, prendendo come riferimento la luminosità delle stelle vicine.
Le Mireidi sono in generale piuttosto deboli; la più brillante in fase di massima è la R Phoenicis, che arriva alla magnitudine 7,5.
Una variabile facile da osservare al binocolo è la SX Phoenicis, una variabile pulsante che oscilla fra la sesta e la settima grandezza in poche decine di minuti; durante una sessione osservativa è possibile apprezzare diversi cicli completi di pulsazione.
| Principali stelle variabili |                                          |                                          |             |             |                  |                       |
| Nome                        | Coordinate equatoriali all'epoca J2000.0 | Coordinate equatoriali all'epoca J2000.0 | Magnitudine | Magnitudine | Periodo (giorni) | Tipo                  |
| Nome                        | AR                                       | Dec                                      | Max.        | Min.        | Periodo (giorni) | Tipo                  |
| R Phoenicis                 | 23h 56m 28s                              | -49° 47′ 12″                             | 7,5         | 14,4        | 269,26           | Mireide               |
| S Phoenicis                 | 23h 59m 05s                              | -56° 34′ 32″                             | 7,2         | 9,0         | 141              | Semiregolare pulsante |
| SX Phoenicis                | 23h 46m 33s                              | -41° 34′ 55″                             | 6,76        | 7,53        | 0,0550           | Pulsante              |
| AE Phoenicis                | 01h 32m 33s                              | -49° 31′ 41″                             | 7,56        | 8,25        | 0,3624           | Eclisse               |
| AF Phoenicis                | 00h 16m 08s                              | -48° 33′ 21″                             | 7,57        | 7,82        | -                | Irregolare            |
| AK Phoenicis                | 01h 19m 34s                              | -47° 17′ 32″                             | 7,40        | 7,64        | -                | Irregolare            |
| AY Phoenicis                | 23h 37m 50s                              | -45° 34′ 08″                             | 7,76        | 8,04        | -                | Irregolare            |
| γ Phoenicis                 | 01h 28m 22s                              | -43° 19′ 04″                             | 3,39        | 3,49        | -                | Irregolare            |
| ζ Phoenicis                 | 01h 08m 23s                              | -55° 14′ 45″                             | 3,91        | 4,42        | 1,6698           | Eclisse               |
| ρ Phoenicis                 | 00h 50m 41s                              | -50° 59′ 13″                             | 5,17        | 5,27        | 0,110            | Pulsante (δ Sct)      |
| ψ Phoenicis                 | 01h 53m 39s                              | -46° 18′ 09″                             | 4,3         | 4,5         | 3,0              | Semiregolare          |

## Oggetti del profondo cielo
Gli oggetti del profondo cielo contenuti nella Fenice sono tutti molto deboli per essere alla portata di piccoli strumenti amatoriali; essendo lontana dalla scia della Via Lattea, è possibile osservare solo oggetti extragalattici, fra i quali nessuno supera la magnitudine 11.
| Principali oggetti non stellari |                                          |                                          |          |             |                                        |              |
| Nome                            | Coordinate equatoriali all'epoca J2000.0 | Coordinate equatoriali all'epoca J2000.0 | Tipo     | Magnitudine | Dimensioni apparenti (in primi d'arco) | Nome proprio |
| Nome                            | AR                                       | Dec                                      | Tipo     | Magnitudine | Dimensioni apparenti (in primi d'arco) | Nome proprio |
| NGC 7689                        | 23h 33m 16s                              | -54° 05′ 43″                             | Galassia | 11,7        | 2,9 x 1,9                              |              |
| IC 5328                         | 23h 33m 18s                              | -45° 01′ 00″                             | Galassia | 11,4        | 2,5 x 1,6                              |              |
| NGC 7796                        | 23h 59m 00s                              | -55° 27′ 31″                             | Galassia | 11,5        | 2,2 x 1,9                              |              |
| NGC 625                         | 01h 35m 05s                              | -41° 26′ 11″                             | Galassia | 11,4        | 5,8 x 1,9                              |              |

## Sistemi planetari
Nella Fenice sono noti alcuni sistemi planetari, in cui è noto, in tutti i casi, solo un pianeta. WASP 4 e WASP 5 sono due stelle simili al Sole che ospitano entrambe un pianeta gioviano caldo dalla massa di poco superiore a quella di Giove; altre stelle della costellazione ospitano un sistema con altri pianeti gioviani.
| Sistemi planetari |                                          |                                          |             |                    |                              |
| Nome del sistema  | Coordinate equatoriali all'epoca J2000.0 | Coordinate equatoriali all'epoca J2000.0 | Magnitudine | Tipo di stella     | Numero di pianeti confermati |
| Nome del sistema  | AR                                       | Dec                                      | Magnitudine | Tipo di stella     | Numero di pianeti confermati |
| HD 142            | 00h 06m 19s                              | -49° 04′ 30″                             | 5,70        | Subgigante gialla  | 1 (b)                        |
| HD 2039           | 00h 24m 20s                              | -56° 39′ 00″                             | 9,01        | Nana gialla        | 1 (b)                        |
| HD 5388           | 00h 55m 12s                              | -47° 24′ 22″                             | 6,8         | Nana bianco-gialla | 1 (b)                        |
| HD 6434           | 01h 04m 40s                              | +39° 29′ 18″                             | 7,72        | Nana gialla        | 1 (b)                        |
| HD 8535           | 01h 23m 37s                              | -41° 16′ 11″                             | 7,72        | Nana gialla        | 1 (b)                        |
| WASP-18           | 01h 37m 25s                              | -25° 40′ 40″                             | 9,30        | Nana bianco-gialla | 1 (b)                        |
| WASP-4            | 23h 34m 15s                              | -42° 03′ 41″                             | 12,6        | Nana gialla        | 1 (b)                        |
| WASP-5            | 23h 57m 24s                              | -41° 16′ 38″                             | 12,26       | Nana gialla        | 1 (b)                        |

## Ammassi di galassie
Nella costellazione è stato osservato anche il protoammasso di galassie SPT-CL J2349-5638, la cui luce ha percorso oltre 12 miliardi di anni luce per giungere sino alla terra. Questo ammasso si è formato approssimativamente quando l'Universo aveva circa un decimo dell'età attuale e pone nuovi interrogativi sui meccanismi di formazione degli ammassi di galassie che si riteneva potesse avvenire non prima di tre miliardi di anni dopo il Big Bang..